# Teenage Bottlerocket
Teenage Bottlerocket (abreviado como TBR) es una banda estadounidense de pop punk de Laramie (Wyoming).
La banda fue formada por los hermanos gemelos Carlisle en 2001 tras la disolución de su anterior banda, Homeless Wonders, en el 2000. Su música es similar a la de Ramones y Screeching Weasel.

## Historia
Originalmente la banda constaba de Ray (bajo / voz), Brandon (batería) y Zach Doe (guitarra). Con esta formación la banda lanzó su EP debut "A Bomb" en un sello independiente de Laramie, One Legged Pup, en 2002. Poco después Zach Doe abandonó la banda y marchó a Chicago. Su puesto lo ocupó Joel Pattinson, de la orquesta de la Universidad de Wyoming . En 2003 la banda lanzó su primer LP "Another Way", también bajo el sello de One Legged Pup. Fue lanzado la noche de Halloween de 2003. La banda actuaba en shows locales con grupos como All o The Ataris. Cuando Pattinson fue requerido en la orquesta, la banda nuevamente se quedó sin guitarrista. El puesto de Pattinson fue ocupado por el guitarrista actual, Kody Templeman. Más tarde la banda firmó con el sello independiente especializado en punk rock Red Scare y lanzaron su segundo álbum de estudio, Total, donde Kody se convirtió en vocalista junto con Ray.
El 28 de diciembre de 2007 la banda grabó su primer videoclip. Fue de la canción "In The Basement", de su siguiente álbum "Warning Device", que se editó pocos días más tarde con Red Scare.
El 10 de febrero de 2009 la banda firmó con Fat Wreck Chords. El primer álbum de la banda con este sello se llama "They Came From the Shadows" que salió a la venta el 15 de octubre de 2009. En 2012 salió a la venta un nuevo disco titulado "Freak Out" en el que la banda enfocaba la música de una manera más visceral en los primeros temas, sobre todo en "Crusing for Chicks" o "Headbanger" y más melódico en la segunda mitad, como puede reflejarse en canciones como "Done With Love" o "Summertime". En 2014 se pasaron a la discográfica Rise Records y, posteriormente, sacaron su último trabajo titulado "Tales From Wyoming", que se caracteriza por un sonido más limpio que su anterior trabajo.
El 4 de noviembre de 2015, Brandon Carlisle, batería del grupo y fundador de la banda junto a su hermano de Ray Carlisle, sufría un paro cardio respiratorio,que lo dejaría en coma, condición que lo llevaría a  fallecer el 7 de noviembre del mismo año.

## Discografía

### Álbumes de estudio
- Another Way (2003)
- Total (2005)
- Warning Device (2008)
- They Came From the Shadows (2009)
- Freak Out (2012)
- Tales From Wyoming (2015)
- Stealing the Covers (2017)
- Stay Rad!  (2019)
- Sick Sesh!  (2021)
- Ready to Roll (2025)

#### EP, Splits y sencillos
- A - Bomb (2002)
- Why I Let You Go Away (2005, split with Bill the Welder)
- Teenage Bottlerocket / Prototipes (2006, split with Prototipes)
- Broadway Calls/Teenage Bottlerocket (2008, split with Broadway Calls)
- Under the Influence, Volume 4 (2008, split with The Ergs!)
- Mutilate Me (2011)
- American Deutsch Bag (2013)
- Robocop Is a Halfbreed Sellout (2017)
- Why the Big Pause (2017)
- Goin' Back to Wyo (2017)
- I Wanna Be a Dog (2019)
- Everything to Me (2019)
- Teenage Bottlerocket vs. Human Robots (2019)

#### Álbumes en vivo
- Live In '06

#### Compilaciones
- AMP Magazine Presents, Vol. 4: Punk Pop (2005)
- PROTECT: A Benefit for the National Association to Protect Children (2005)
- Take Action! Vol. 5 (2006)
- I Killed Punk Rock (2006)
- Punk Rock Generation, Vol. 2 (2007)
- Insubordination Fest 2007 (2007)